# Transpazifische Partnerschaft

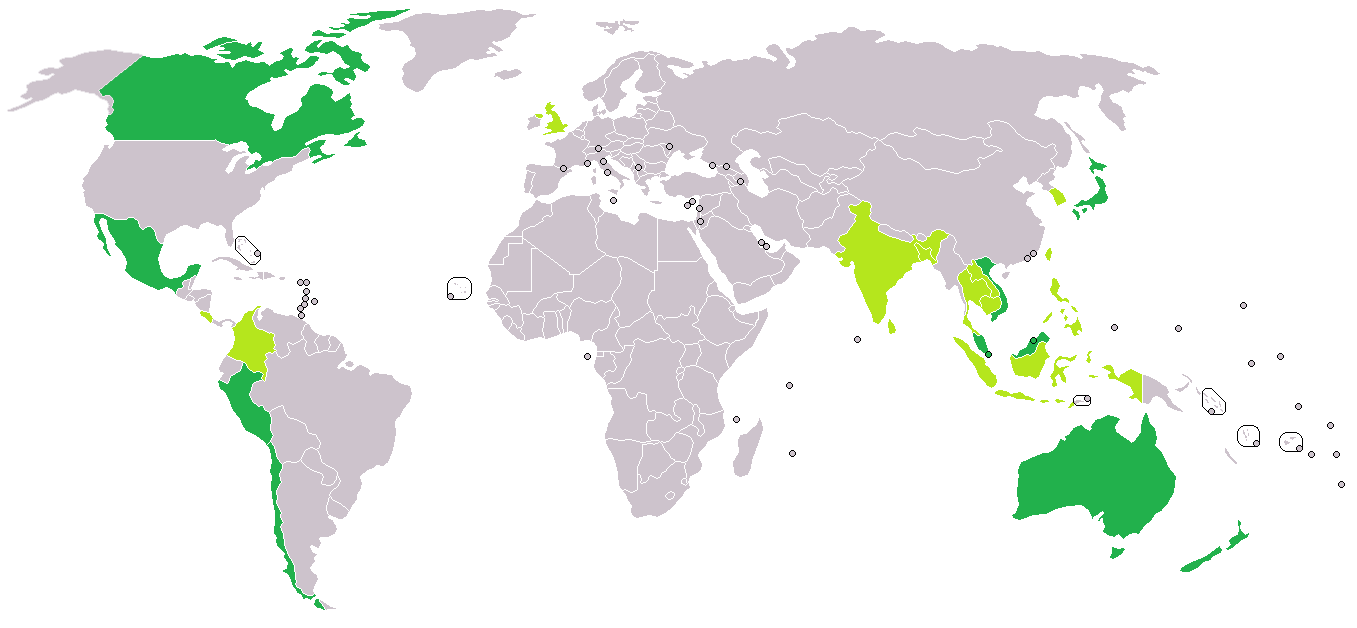
Haben im Oktober 2015 die Verhandlungen erfolgreich abgeschlossen
Haben Beitrittsinteresse bekundet

Die Transpazifische Partnerschaft (englisch Trans-Pacific Partnership, kurz TPP) ist ein Handelsabkommen zwischen Australien, Brunei, Chile, Japan, Kanada, Malaysia, Mexiko, Neuseeland, Peru, Singapur, Vietnam und ursprünglich den USA. Der vollständige englische Text, der noch rechtlich geprüft und ins Französische und Spanische übersetzt werden soll, wurde nach siebenjährigen Verhandlungen am 5. November 2015 veröffentlicht. Anfang Februar 2016 wurde das Abkommen durch Vertreter aus allen zwölf Ländern unterzeichnet.
Nach dem Wahlsieg von Donald Trump in der US-Präsidentschaftswahl 2016 wurde bekannt, dass der Plan, TPP in der Phase zwischen Wahl und Amtsantritt des neuen US-Präsidenten (20. Januar 2017) zur Abstimmung zu bringen, durch die USA aufgegeben wurde. Am 21. November 2016 gab Trump bekannt, dass er am ersten Tag seiner Präsidentschaft TPP kündigen werde. Am 23. Januar 2017 unterzeichnete Trump, der bilaterale Abkommen vorzog, ein Dekret zum Ausstieg der USA aus der TPP.
Die verbliebenen elf TPP-Mitglieder vereinbarten vom 8. bis 10. November 2017 in Đà Nẵng, Vietnam, das Abkommen als CPTPP (Comprehensive and Progressive Agreement for Trans-Pacific Partnership) weiterzuführen. Der kanadische Regierungschef Justin Trudeau gab beim Weltwirtschaftsforum (WEF) in Davos 2018 den Abschluss des neuen Freihandelsabkommens CPTPP bekannt. Die elf Partnerstaaten unterschrieben das CPTPP am 8. März 2018 in Chile. Es sieht unter anderem den Wegfall von Zöllen auf Agrar- und Industrieprodukte vor. Am 16. September 2021 gab das chinesische Handelsministerium offiziell bekannt, dass der Handelsminister Wang Wentao des Landes dem neuseeländischen Handelsminister als Vertreter des Abkommens einen Antrag zum Beitritt zur Transpazifische Partnerschaft vorgelegt hat. Auch Taiwan bekundete daraufhin Beitrittsinteresse und reichte die Bewerbung noch in September ein.

## Geschichte

### Vorbild TPSEP
TPP ist eine Erweiterung der Transpazifischen strategischen wirtschaftlichen Partnerschaft (englisch Trans-Pacific Strategic Economic Partnership, kurz TPSEP), einem Freihandelsabkommen zwischen den Ländern Brunei, Chile, Neuseeland und Singapur. Die ersten Verhandlungen zur Errichtung dieser Handelszone wurden 2002 auf dem APEC-Gipfel in Los Cabos (Mexiko) durch den chilenischen Präsidenten Ricardo Lagos, den Premierminister Singapurs, Goh Chok Tong sowie die neuseeländische Premierministerin Helen Clark begonnen. Damals war das Abkommen noch unter dem Namen Pacific Three Closer Economic Partnership (P3-CEP) bekannt. Brunei nahm ab der fünften Gesprächsrunde im April 2005 voll an den Verhandlungen teil. Das Abkommen wurde am 3. Juni 2005 unterzeichnet und trat am 1. Januar 2006 in Kraft. Nach diesen vier Ursprungsunterzeichnern, den Pacific-4, wird es auch als P4-Abkommen (engl. P4 Agreement) bezeichnet.
Ursprüngliches Ziel von TPSEP war der Abbau von 90 Prozent aller Zölle zwischen den vier Mitgliedsstaaten zum 1. Januar 2006. Bis 2015 sollte es zwischen den vier Staaten keine einzige Zollabgabe mehr geben. Der umfassende Vertrag enthält alle Hauptsäulen eines Freihandelsabkommens, wie zum Beispiel den Handel mit Gütern, Dienstleistungen und geistigem Eigentum, nationenübergreifende Auftragsvergabe und einen freien Wettbewerb.
Trotz kultureller und geographischer Unterschiede bestehen einige Gemeinsamkeiten zwischen den vier Mitgliedsstaaten: Alle sind vergleichsweise klein (haben weniger als 16 Millionen Einwohner), sind relativ hoch entwickelt und sind offizielle Mitglieder der APEC.
Durch die Ausformulierung einer Beitrittsklausel wurde anderen Staaten die Möglichkeit gegeben, ebenfalls der TPSEP beizutreten. Diese wurde im Fall von Brunei verwendet, und laut dem neuseeländischen Außenhandelsminister Jim Sutton hatten mehrere Staaten der APEC Interesse geäußert. 

### Erweiterungsverhandlungen
Im Februar 2008 erklärten die Vereinigten Staaten ihr Interesse, mit den TPSEP-Mitgliedern Gespräche über die Handelsliberalisierung für Finanzdienstleistungen zu führen, im September 2008 konkretisierte die US-Handelsvertreterin Susan C. Schwab ein Interesse der USA an Beitrittsverhandlungen mit den vier TPSEP-Staaten, deren erste Runde für das Frühjahr 2009 avisiert wurde.
Im November 2008 kündigten Australien, Vietnam und Peru an, der TPP beizutreten, im Oktober 2010 gab Malaysia bekannt, ebenfalls in Beitrittsverhandlungen mit der TPP zu stehen. Interesse an einer Mitgliedschaft wurde auch von Japan und den Philippinen geäußert.
Infolge der Amtseinführung von Barack Obama im Januar 2009 wurden die Beitrittsverhandlungen mit den USA zunächst verschoben. Im November 2009 bekräftigte Obama das Interesse der USA an der Transpazifischen Partnerschaft. Im Dezember 2009 erklärte der neue US-Handelsbeauftragte Ron Kirk vor dem Kongress, dass Obama mit der TPP Verhandlungen mit dem Ziel einer „breiten regionalen Partnerschaft“ führen wolle. 2010 erhielt Kanada Beobachterstatus bei den Verhandlungen, bevor es 2012 zusammen mit Mexiko den Verhandlungen beitrat. Japan beteiligte sich ab 2013 an den Verhandlungen.
Im November 2017 beschlossen elf Staaten, ohne die USA die Vereinbarungen als Comprehensive and Progressive Agreement for the Trans-Pacific Partnership (CPTPP) fortzuführen.

## Inhalt

### Absenkung von Zöllen
TPP sieht die Absenkung zahlreicher bestehender Zölle zwischen den Mitgliedsstaaten für eine Reihe von Produkten, darunter landwirtschaftliche Erzeugnisse, Kraftfahrzeuge und Textilien vor.

### Geistige Eigentumsrechte
Mit TPP verpflichten sich die Teilnehmerstaaten, Urheberrechte für 70 Jahre zu schützen. Staaten, in denen bisher nur 50 Jahre Schutz gewährt wurde, wird eine Einführungsfrist gesetzt. Festgelegt wird auch ein Verbot der Umgehung technischer Kopierschutzmaßnahmen und des Verkaufs dafür gedachter Technologien und Dienstleistungen. Das Filmen in Kinos muss strafrechtlich verfolgt werden.

### Investitionsschutz
Die TPP sieht in Kapitel 9 (Investment) die Beilegung von Streitigkeiten zwischen Investoren und Gaststaaten vor Schiedsgerichten vor (Investor-state dispute settlement). Um Missbrauch zu vermeiden, soll TPP unter anderem
- Transparenz herstellen, indem Schriftsätze und Entscheidungen der Schiedsgerichte veröffentlicht werden müssen
- einen Mechanismus vorsehen, offensichtlich aussichtslose Klagen schnell abzuweisen
- die Verwendung von Briefkastenfirmen zur Klageerhebung unterbinden
- eine Verjährungsfrist von drei Jahren vorsehen
- eine Möglichkeit zur Überprüfung von Schiedssprüchen geben
- den Mitgliedsstaaten die Möglichkeit zur bindenden Auslegung des Abkommens geben
- die möglichen Klagegründe klar definieren[21]

Das Recht der Teilnehmerstaaten, im öffentlichen Interesse Gesetze zu erlassen, insbesondere zum Gesundheits- und Umweltschutz wird bestätigt. Explizit wird den Teilnehmerstaaten das Recht eingeräumt, Regelungen zum Nichtraucherschutz zu treffen (vgl. Philip Morris gegen Uruguay). Um Zahlungsbilanzkrisen zu begegnen, können kurzzeitige Kapitalverkehrskontrollen eingeführt werden.

### TPP-Kommission
Durch Artikel 17 der Vereinbarung über die Transpazifische strategische wirtschaftliche Partnerschaft (TPP-Vertrag) wurde die Kommission der Transpazifischen strategischen wirtschaftlichen Partnerschaft (Trans-Pacific Strategic Economic Partnership Commission) ins Leben gerufen. Die Kommission ist ein regelmäßiges Diskussionsforum der Fachminister der TPP-Mitgliedsstaaten. Sie tagt mindestens einmal jährlich in wechselndem Turnus in einem der Mitgliedsstaaten.
Aufgaben der Kommission sind:
- die Überwachung der Einhaltung der Regeln des TPP-Vertrages
- die Ergreifung von Maßnahmen zur Intensivierung des Handels zwischen den TPP-Mitgliedern

Zu diesem Zweck kann die Kommission Arbeitsgruppen einsetzen, die entsprechende Vorschläge erarbeiten. Entscheidungen im Rahmen der Kommission müssen grundsätzlich einstimmig getroffen werden.

## Ratifikation
TPP tritt erst in Kraft, wenn das Abkommen innerhalb von zwei Jahren von allen zwölf Teilnehmerstaaten ratifiziert wurde, oder nach Ablauf von zwei Jahren, wenn mindestens sechs Staaten, die mindestens 85 % des Bruttoinlandsprodukts der Teilnehmerstaaten stellen, das Abkommen ratifiziert haben.
Der damalige kanadische Premierminister Stephen Harper erwartete im Oktober 2015, dass der finalisierte Text des Abkommens Anfang 2016 zur Verfügung stehen und die Ratifikation innerhalb der folgenden zwei Jahre erfolgen würde.
Ende Mai 2015 genehmigte der amerikanische Senat im Hinblick auf die kurz vor der letzten Verhandlungsrunde stehenden TPP-Verhandlungen einen Gesetzentwurf namens Trade Promotion Authority (TPA), dt. in etwa Handels-Förderungs-Ermächtigung kürzer auch Fast Track (dt. Überholspur), der amerikanische Präsidenten mit umfassenden Vollmachten für Handelsvertrags-Verhandlungen ausstattet und gleichzeitig den Kongress dazu verpflichtet, über so abgeschlossene Verträge nur mehr als Ganzes abzustimmen.

## Kritik und Proteste gegen TPP

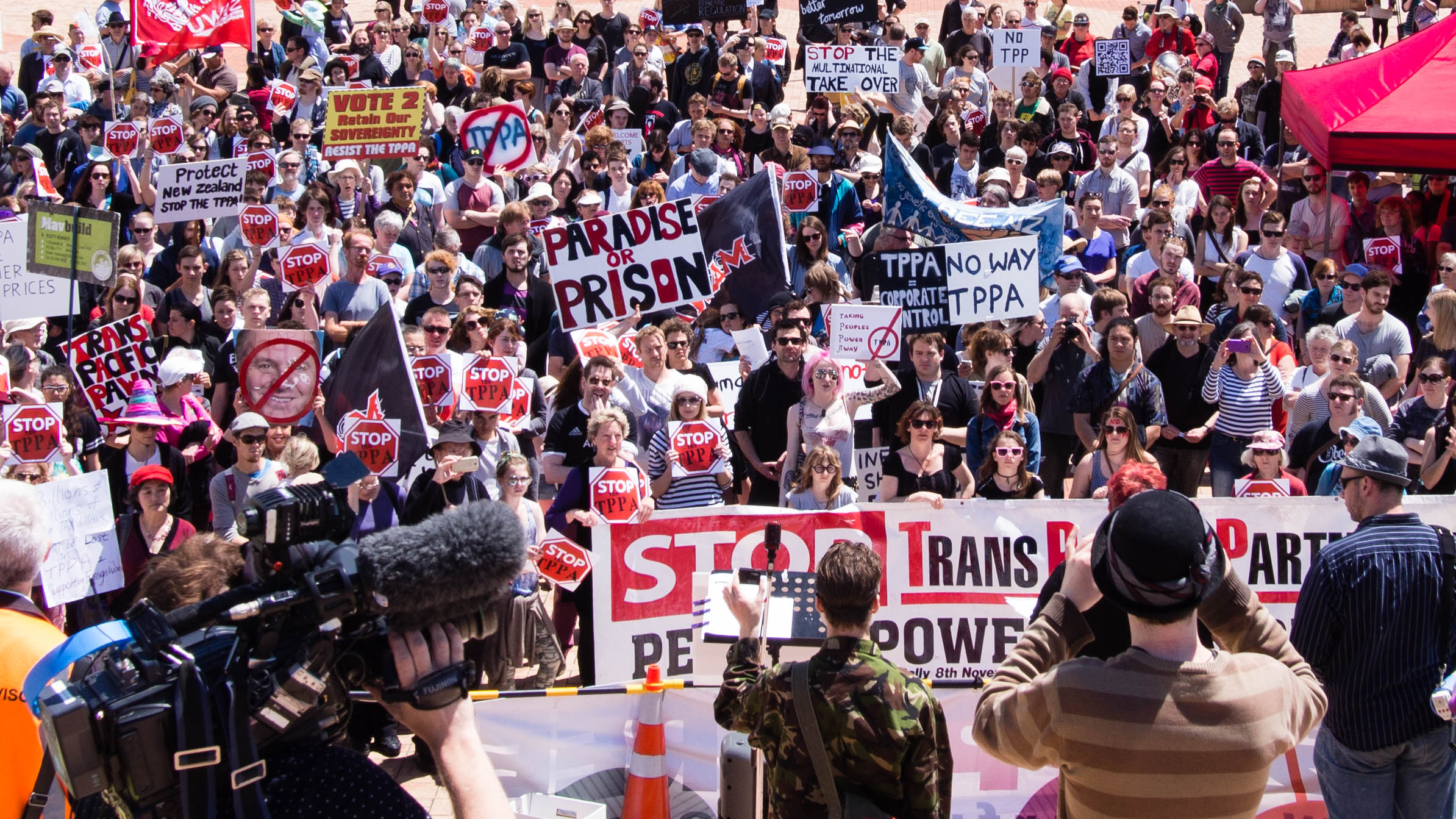
Protestveranstaltung gegen TPP in Wellington, Neuseeland, im November 2014

Eine Gruppe Prominenter, bestehend aus Sean Penn, Cher, Susan Sarandon, Russell Simmons, Jennifer Hudson, Gwyneth Paltrow, Charlize Theron, Ellen DeGeneres, William Shatner und weiteren Personen haben die USA dazu angehalten, die Transpazifische Strategische Wirtschaftliche Partnerschaft nicht zu unterzeichnen, bis Japan das Fangen und Schlachten von Delfinen in Taiji verbietet, dargestellt in dem mit dem Academy Award ausgezeichneten Film Die Bucht.
Laut New Zealand Herald waren die Geheimverhandlungen im Juli 2012 in der 13. Runde. Die USA drängen darauf, ein strengeres Urheberrecht in der Region Asien-Pazifik durchzusetzen. Richter David Harvey, der im Fall Megaupload geurteilt hatte, äußerte sich kritisch zu den USA. Das in Neuseeland übliche Umgehen des DVD-Ländercodes, um DVDs aus den USA abspielen zu können, würde dann kriminalisiert. Harvey äußerte sich dazu mit den Worten: „Wir sind dem Feind begegnet, und es sind die USA.“
Die Electronic Frontier Foundation (EFF) kritisierte, das TPP-Vorhaben sei für die mediale Selbstbestimmung der Bürger und für die Demokratien noch gefährlicher als ACTA.
Am 13. September 2012 rief das weltweit agierende Kampagnen-Netzwerk Avaaz zum Widerstand gegen den als „Todesstern“ bezeichneten Vertragsprozess auf. Es gehe bei der TPP um „Pläne, die unsere Regierungen einschränken, im Interesse der Öffentlichkeit gesetzgeberisch tätig zu werden.“ Das TPP-Abkommen bedrohe die Demokratie, untergrabe nationale Souveränität, Arbeiterrechte, Umweltschutzmaßnahmen und die Freiheit des Internets; inzwischen wurden über 1.000.000 Online-Unterschriften gegen das TPP-Vorhaben gesammelt.
WikiLeaks veröffentlichte zudem am 13. November 2013 einen Ausschnitt der Protokolle geheimer Handelsabsprachen der TPP, das von einem TPP-Treffen in Brunei von Ende August 2013 stammt. Das Dokument enthielt Einblicke in die Pläne der Mitgliedsstaaten in Bezug auf Medikamente, Internet-Dienste, Bio-Patente und Bürgerrechte. WikiLeaks-Betreiber Julian Assange kommentierte dies mit „Sollte der Vertrag angenommen werden, wird das Marken-Regime der TPP auf Menschen- und Bürgerrechten herumtrampeln“.